# چه‌ریونگ
لی چه ریونگ (کره‌ای: 이채령؛ زادهٔ ۵ ژوئن ۲۰۰۱) که بیشتر با نام چه‌ریونگ شناخته می‌شود، خواننده و رپر اهل کره جنوبی است. او یکی از اعضای گروه ایتزی است که توسط جی‌وای‌پی انترتینمنت تشکیل شده است.

## اوایل زندگی
چه‌ریونگ زادهٔ ۵ ژوئن ۲۰۰۱ در یونگین، کره جنوبی است. او دو خواهر دارد، چه‌یون و چه‌مین. او در سال ۲۰۲۰ از مدرسه هنر هانلیم از دپارتمان تئاتر موزیکال به همراه همگروهی‌اش ریوجین فارغ‌التحصیل شد.

## حرفه

### ۲۰۱۳–۲۰۱۵:کی-پاپ استار ۳وشانزده
چه‌ریونگ برای نخستین بار در تلویزیون به همراه خواهر بزرگترش چه‌یون در فصل سوم کی-پاپ استار حضور پیدا کرد. او و خواهرش از برنامه حذف شدند اما توانستند به عنوان کارآموز به جی‌وای‌پی انترتینمنت ملحق شوند.
سپس در سال ۲۰۱۵، او در ریلتی شوی رقابتی شبکه ام‌نت به نام شانزده حضور پیدا کرد، که منجر به مشخص شدن اعضای گروه دخترانه توایس شد. او در آخرین قسمت این برنامه حذف شد. او توانست به عنوان کارآموز زیر نظر جی‌وای‌پی انترتینمنت ادامه دهد.

### ۲۰۱۹–اکنون: آغاز فعالیت با ایتزی
در ۱۲ فوریه ۲۰۱۹، چه‌ریونگ به عنوان عضوی از گروه دخترانه ایتزی با انتشار نخستین آلبوم تک‌آهنگ این متفاوته فعالیتش را آغاز کرد. او در سال ۲۰۲۳، او در ترانه «Doremifasolatido» از آلبوم چتر لی چان هیوک همکاری کرد. چه‌ریونگ، به همراه همگروهی‌اش یه‌جی، به عنوان مربی در ریلتی شوی رقابتی شبکه اس‌بی‌اس به نام یونیورس تیکت حضور پیدا کردند.

## ترانه‌شناسی

### تک‌آهنگ‌ها
| عنوان                                                                 | سال  | بالاترین جایگاه جدول | فروش‌ها (DL) | آلبوم |
| عنوان                                                                 | سال  | KOR Gaon             | فروش‌ها (DL) | آلبوم |
| --------------------------------------------------------------------- | ---- | -------------------- | ----------- | ----- |
| "Doremifasolatido" (도레미파솔라티도) (به همراه لی چان هیوک از آکمیو) | ۲۰۲۳ | —                    | —           | چتر   |

### اعتبار آهنگسازی
| سال  | آرتیست | ترانه  | آلبوم      | ترانه‌سرا | ترانه‌سرا | آهنگسازی | آهنگسازی                                                 | منابع         |
| سال  | آرتیست | ترانه  | آلبوم      | اعتبار   | به همراه | اعتبار   | به همراه                                                 | منابع         |
| ---- | ------ | ------ | ---------- | -------- | -------- | -------- | -------------------------------------------------------- | ------------- |
| ۲۰۲۴ | خودش   | «Mine» | Born to Be | Yes      | Selah    | Yes      | Lee Woo-bin "collapsedone",Justin Reinstein,Anna Timgren | [ ۱۳ ] [ ۱۴ ] |

## ویدئوشناسی

### موزیک ویدئو
| عنوان  | سال  | کارگردان(ها)                       | منابع         |
| ------ | ---- | ---------------------------------- | ------------- |
| «Mine» | ۲۰۲۳ | لی هه سونگ، ها جونگ هون (Hattrick) | [ ۱۵ ] [ ۱۶ ] |

## فیلم‌شناسی

### برنامه تلویزیونی
| سال       | عنوان          | نقش  | توضیحات      | منابع  |
| --------- | -------------- | ---- | ------------ | ------ |
| ۲۰۱۳–۲۰۱۴ | کی-پاپ استار ۳ | خودش | شرکت کننده   | [ ۱۷ ] |
| ۲۰۱۵      | شانزده         | خودش | شرکت کننده   | [ ۱۸ ] |
| ۲۰۱۷      | استری کیدز     | خودش | حضور افتخاری |        |
| ۲۰۲۳      | یونیورس تیکت   | مربی |              | [ ۱۹ ] |